# Chamaesyce hypericifolia
Espèce
Synonymes
- Chamaesyce hypericifolia

Euphorbia hypericifolia, l'Euphorbe à feuilles de Millepertuis, est une espèce de plantes à fleurs de la famille des Euphorbiaceae et du genre Euphorbia. Elle est trouvée en Amérique, incluant les Caraïbes, en Asie (Inde) et en Afrique du Sud.
Sa floraison blanche s'étale du printemps à l'automne. 

## Toxicité
Toutes les parties de la plante sont toxiques, notamment la sève blanche qui peut causer une irritation de la peau ou des yeux chez l'Homme.